# Магистр Рогерий
Магистр Рогерий (лат. Magister Rogerius; ? — 14 апреля 1266, Сплит) — итальянский священник, родом из города Туррис-Цепиа в окрестностях Беневенто в Апулии. В 30-е и 40-е годы XIII века был капелланом в папский курии у кардинала Иоанна Толедского. В 1249—1266 годах был архиепископом в Сплите. В 1241—1242 годах стал свидетелем вторжения монголов в Венгрию, о чём рассказал в «Горестной песни о разорении Венгерского королевства татарами» («Carmen miserabile super destructione regni Hungariae per Tartaros facta»).

## Биография
Описание его жизни оставил сплитский архидьякон-летописец Фома, который, чувствуется, относился к нему без особых симпатий.
В каком университете Рогерий учился и получил звание магистра — неизвестно. Около 1230 года он оказался в Риме и стал капелланом кардинала Иоанна Толедского, который периодически по своим и церковным делам посылал его Венгрию. Там, в городе Орадя, он находился и в 1241 году, во время вторжения монголов в Центральную Европу. Оказавшись после поражения венгерской армии в битве на реке Шайо на территории контролируемой монгольскими войсками, Рогерий поступил на службу к завоевателям и даже успел сделать некоторую карьеру в оккупационной администрации. Во время отступления монголов из Венгрии весной 1242 года бежал от них и некоторое время скрывался в Трансильвании.
В дальнейшем вернулся в папскую курию. Когда император Фридрих II осадил Рим и папа Иннокентий IV в конце июня 1244 года тайно покинул город и бежал с пятью кардиналами в Геную и дальше в Лион, его при этом сопровождал и Рогерий. Будучи долгое время приближен к высоким лицам и обладая деловой хваткой, Рогерий за 20 лет пребывания в курии изрядно обогатился, о чём его биограф Фома Сплитский упоминает особо.
В 1249 году Рогерий был поставлен сплитским архиепископом, после чего он по суше через Аквилею проследовал в Венгрию. Там он встретился с королём Белой IV и передал ему письмо от папы, подтверждающее его назначение. Бела остался недоволен тем, что назначение произошло без его ведома, но отпустил нового архиепископа с миром в его епархию. 20 февраля 1250 года он во главе большой свиты прибыл в Сплит, где был с радостью встречен горожанами. На своей должности Рогерий показал себя весьма предприимчивым и рачительным хозяином, возможно, более чем то пристало духовному лицу заинтересованным в приобретении мирских благ. Он активно занялся хозяйством, стал чинить и украшать свою резиденцию, что служило скорее шику, чем необходимости. Жил в роскоши. Построил на реке водяную мельницу, завёл лошадей и скот на средства, которые дополнительно собирал с церквей и монастырей. На публику выходил редко и только в сопровождении свиты. Вероятно, именно во время его епископства в Сплите была построена рыночная площадь, которая упоминается первый раз в 1255 году.
Где-то в конце декабря 1251 или начале января 1252 годов, когда германский король Конрад IV по дороге на Сицилию остановился в Сплите, Рогерий закрыл городские церкви и приказал не вести в них службы, пока король не уедет, а сам, избегая с ним встречи, удалился в близлежащие поселения. Причиной этому было то, что император Фридрих II и его сын Конрад IV были отлучёны от церкви, и Рогерий не хотел компрометировать себя встречей с противником своего сюзерена Папы. Горожане встретили короля с радостью и разместили его в епископской резиденции. Пробыв там несколько дней, Конрад отплыл дальше, после чего Рогерий вернулся в город.
Скончался 14 апреля 1266 года, и был похоронен перед вратами кафедрального собора Сплита — церкви Святого Домна.